# Électricité de Laufenbourg
Pour les articles homonymes, voir EGL et Laufenburg.
Électricité de Laufenbourg (Elektrizitätsgesellschaft Laufenburg, EGL) est une société suisse de production et transport d'électricité, négoce d'électricité et de gaz.

## Présentation
Créée en 1956 par Kraftwerk Laufenburg (KWL) pour le négoce d'électricité, elle a établi en 1958 des interconnexions en 220 kV avec la France et l'Allemagne. Cette interconnexion est à l'origine de l'interconnexion de l'ensemble des pays de l'Europe occidentale. Au 30 septembre 2004, elle emploie 248 salariés.

## Implantation
Elle a actuellement trois filiales en Suisse :
- EGL Trading à Dietikon
- Deriwatt AG à Dietikon
- EGL Grid AG à Laufenbourg

Elle possède également des filiales dans huit pays d'Europe :
- EGL Italia S.p.A. à Gênes
- EGL Polska SP. z o.o. à Varsovie
- EGL Austria GmbH à Vienne
- EGL España, S.L. à Madrid
- EGL Deutschland GmbH à Leipzig
- EGL Nordic à Oslo
- EGL Gas & Power à Bucarest
- ARPAD Energia Kft à Budapest

## Situation
Les chiffres clés de son exercice comptable 2005 - 2006 sont :
- vente d'électricité : 68.9 TWh
- vente de gaz : 8.1 TWh
- nombre d'emploiés : 416
- chiffre d'affaires : 6 377.1 millions de francs suisses
- Bénéfice d'exploitation : 276.3 millions de francs suisses
- capital au 30 septembre 2004 : 2 317 millions de francs suisses